# Raveniopsis aracaensis
Raveniopsis aracaensis är en vinruteväxtart som beskrevs av J.A. Kallunki & J.A. Steyermark. Raveniopsis aracaensis ingår i släktet Raveniopsis och familjen vinruteväxter. Inga underarter finns listade i Catalogue of Life.